# Beltinci

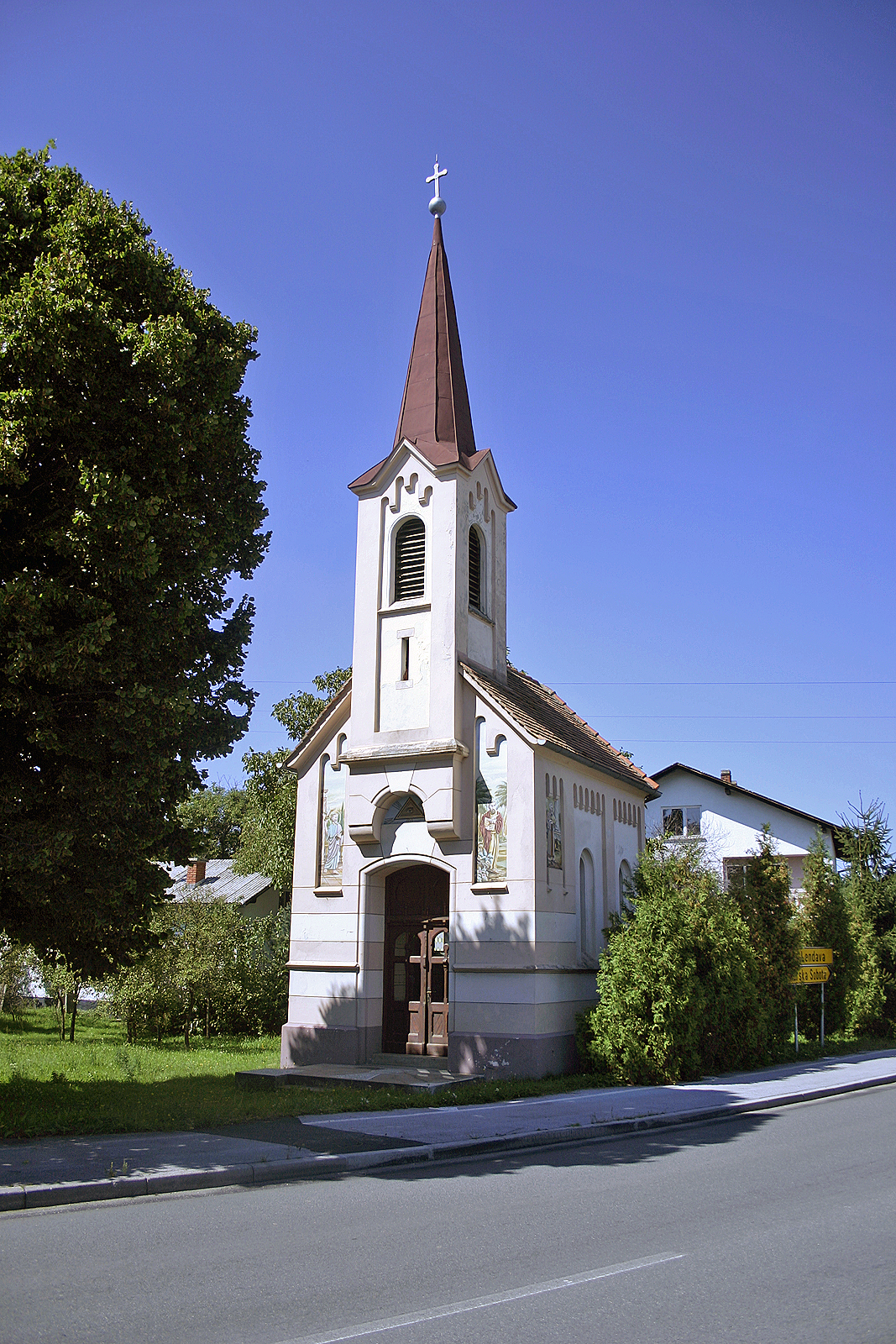
Capella de Rous de Beltinci

Beltinci és un poble, el centre del municipi de Beltinci.
Beltinci es troba al costat de la carretera principal que va de Murska Sobota a Lendava. Diversos activitats n'han accelerat l'augment demogràfic: activitats artesanes, l'ocupació a fàbriques de Murska Sobota i l'agricultura moderna.
Al bell mig d'un gran parc s'hi alça la mansió Beltin de la saga dels Banffy. L'edifici original del segle xiii estava envoltat per una muralla amb quatre torres i un fossat. L'actual mansió és un extens edifici d'una sola planta amb una façana senzilla i torres de carbó rodones del segle xvii, envoltat d'un parc amb espècies selectes d'arbres.
A Beltinci hi havia una sinagoga jueva, tenia un propi rabí per l'antiga comunitat jueva ortodoxa del lloc. La sinagoga va ser enderrocada el 1937.
A Beltinci hi va néixer Ivan Baša, escriptor i polític.

## Origen del topònim
Originalment, el lloc es deia Běletinъci, que és un etnònim plural (etnònim = nom d'una nació o tribu), format a partir del nom personal eslau Běletinъ, que es conserva en el nom personal serbi antic Běletin i del qual se'n va formar el topònim en dialecte kajkavski Beletinec. Per tant, el nom significa originalment "habitants de l'assentament de Beletin". En documents antics, el topònim s'esmenta per primera vegada el 1322 com a Belethfalua, 1381 Belethafalua i 1402 Balatincz.
També hi ha una llegenda sobre el topònim. Segons aquesta, al poble hi havia una euga molt bonica, que es deia "Bela" [Blanca] i que el pastor sempre pentinava amb una pinta. I seguint el nom de l'euga Bela van començar a denominar el poble "Belotinci". Més tard, la lletra O simplement es va ometre i es va crear el nom de Beltinci.

## Personatges rellevants de Beltinci
- Jožef Marko Dravec, escriptor
- Štefan Pauli, (Števan Pavel) presumpte escriptor
- Adam Ivanoci, degà i jutge
- Ivan Baša, escriptor
- Jožef Baša Miroslav, poeta
- Števan Kühar, polític
- Peter Kolar, escriptor
- Mihael Kregar, alcalde de Pest
- Milan Kreslin, músic
- Peter Kregar, cap de comtat
- Jožef Pustaj, (Jožef Pozderec) escriptor
- Vilko Novak, escriptor, traductor, historiador, eslavista
- Vlado Kreslin, cantant eslovè i membre de la Beltinška banda
- Vlado Poredoš, músic i membre del grup Orlek
- Tadeja Ternar, Miss Eslovènia 2007, 2008
- Dani Kavaš, pintor, dibuixant de còmics, músic, activista
- Dejan Nemec, jugador de futbol
- Tadej Apatič, jugador de futbol
- Jožef Kavaš, ciclista i primer alcalde del municipi de Beltinci